# Buzina (canção)
"Buzina" é uma canção gravada pelo cantor e drag queen brasileiro Pabllo Vittar, lançada como quarto e último single de seu segundo álbum de estúdio Não Para Não (2018) em 26 de fevereiro de 2019 pela Sony Music Brasil.

## Lançamento
No dia 21 de fevereiro de 2019, a capa do single foi divulgada juntamente com a sua data de lançamento, 26 de fevereiro. A hashtag #BuzinaClipe apareceu no topo dos trending topics do Brasil e em segundo lugar dos mundiais no Twitter.

## Desempenho comercial
Antes de ser lançada como single, "Buzina" debutou em oitavo lugar no top 40 das mais ouvidas do Spotify brasileiro. Na Apple Music brasileira, "Buzina" debutou em sexto lugar no top 50 da plataforma.

## Promoção
No dia 25 de março de 2019, Vittar performou "Buzina" no Encontro com Fátima Bernardes.

## Vídeo musical
O vídeo musical tem direção de Os Primos (João Monteiro e Fernando Moraes), sendo inspirado em videoclipes e filmes com temática fantasiosa e espacial, como "Break Free", de Ariana Grande, "Spice Up Your Life", das Spice Girls e a franquia Guerra nas Estrelas. No começo do clipe, Vittar está viajando pelo espaço com sua nave espacial, chamada V-TAR, até que encontra um planeta desconhecido até então. Vittar pousa com a nave no planeta e encontra criaturas também desconhecidas. Em seguida, Pabllo lança um golpe contra elas, semelhante a um kamehameha, usado pelo personagem Goku na série de animação Dragon Ball Z, que faz as mesmas dançarem ao som de "Buzina" com ele. No final do clipe, Vittar aparece usando um óculos de realidade virtual, e é então revelado que tudo se passa dentro de uma.
O making-of do videoclipe foi lançado no canal de Vittar no YouTube no dia 21 de fevereiro de 2019, cinco dias antes do lançamento do mesmo.

### Lançamento
No dia 26 de fevereiro, o videoclipe foi exibido em 21 países, além do Brasil, através do canal MTV.

## Lista de faixas
- Download digital e streaming – EP de remixes[2]

1. "Buzina" – 2:17
2. "Buzina" (Brabo Remix) – 3:02
3. "Buzina" (Ico dos Anjos Remix) – 2:10

## Vendas e certificações
| Região                                                                                             | Certificação | Vendas   |
| -------------------------------------------------------------------------------------------------- | ------------ | -------- |
| Brasil (Pro-Música Brasil)                                                                         | 2× Platina   | 160,000* |
| *números de vendas baseados somente na certificação ^distribuições baseadas apenas na certificação |              |          |

## Créditos da canção
Créditos adaptados do Tidal.
- Pabllo Vittar - vocal, composição
- Maffalda - composição, produção
- Zebu - composição, produção
- Rodrigo Gorky - composição, produção
- Pablo Bispo - composição, produção
- Arthur Marques - composição, produção
- Filip Nikolic - produção